# Sibbaldia procumbens
Sibbaldie à tiges couchées, Sibbaldie couchée
Espèce
La Sibbaldie à tiges couchées ou Sibbaldie couchée (Sibbaldia procumbens) est une espèce de plantes à fleurs de la famille des Rosacées.
C'est une plante herbacée.

## Habitat
Prairies de montagne.